# Nalassus alpigradus
Nalassus alpigradus är en skalbaggsart som först beskrevs av Leon Fairmaire 1882.  Nalassus alpigradus ingår i släktet Nalassus, och familjen svartbaggar. Arten förekommer tillfälligt i Sverige, men reproducerar sig inte.